# بيرند مولر
بيرند مولر (بالألمانية: Bernd Müller)‏ (2 أبريل 1949 برلين ألمانيا - ) هو لاعب كرة قدم ألماني يلعب كمدافع.